# بولنگ
بولنگ (به سوئدی: Böleäng) یک منطقهٔ مسکونی در سوئد است که در بخش اومیا واقع شده‌است.